# تاريخ اللغة الإنجليزية
الإنجليزية هي لغة جرمانية نشأت من اللهجات الأنجلو-فريزية وأُحْضِرَت إلى بريطانيا عن طريق الغزاة الجرمانيين (أو المستوطنين) من ما يسمى الآن شمال غرب ألمانيا وهولندا. استعملت مفردات خلافًا للغات الأوروبية من نفس العصر. أتى جزء واسع من مفردات الإنجليزية الحديثة من لغات أنغلو-نورمان. كثيرًا ما استعملت الإنجليزية ألفاظ دخيلة منشؤها من لغات أخرى. 
اختلفت الإنجليزية الوسطى عن الإنجليزية القديمة بسبب غزوين، اللذان وقعا خلال العصور الوسطى. الغزو الأول كان من طرف أناس يتحدثون لغات جرمانية شمالية. غزوا واستعمروا أجزاء من بريطانيا خلال القرن 8 والقرن التاسع الميلاديين. الغزو الثاني كان من طرف غزو النورمان لإنجلترا، الذين تحدثوا اللغة النورمانية القديمة وفي النهاية طوروا شكل إنجليزية من هذا، تسمى أنجلو-نورمان. أدخلت مفردات جديدة في هذا الوقت بشكل كبير متأثرة بعدة تنظيمات، متضمنة الكنيسة، محكمة النظام والحكومة. تأثرت اللغات الأوروبية، متضمنة الألمانية، الهولندية، اللاتينية واليونانية القديمة خلال عصر النهضة. 
كانت الإنجليزية القديمة بداية مجموعة متنوعة من اللهجات، تعكس أصول متنوعة من أنجلوسكسونيو ممالك بريطانيا. أصبحت لهجة غرب ساكسون المتأخرة في النهاية مهيمنة. كانت اللغة الإنجليزية القديمة المكتوبة في 1000 ميلادية شبيهة بالفريزية القديمة وبدرجة أقل، باللغات الجرمانية القديمة كالساكسونية القديمة، اللغة الألمانية العليا القديمة واللغة النوردية القديمة في المفردات وقواعد اللغة. اللغة الإنجليزية القديمة المكتوبة غير مفهومة نسبيًا اليوم، على النقيض مع اللغة الإنجليزية الحديثة المكتوبة. أدى الاتصال الوثيق مع الإسكندنافيين إلى الكثير من التبسيط النحوي والإثراء المعجمي للغة الإنجليزية، التي ارتكزت على الأنجلو-فريزية. هذه التغيرات لم تصل جنوب غرب إنجلترا حتى غزو النورمان في 1066. تطورت الإنجليزية القديمة إلى لغة أدبية كاملة، قائمة على أغلب طريقة شائعة للتحدث في لندن خلال القرن الثالث عشر. 
انقسمت الإنجليزية للعديد من الأشكال التاريخية، كل شكل تاريخي من الإنجليزية كان لديه بعض الخصائص تميزه عن الأشكال التي أتت قبله أو بعده. كانت فترة الإنجليزية القديمة من منتصف القرن الخامس إلى منتصف القرن الحادي عشر، وفترة الإنجليزية المتوسطة من أواخر القرن الحادي عشر إلى أواخر القرن الخامس عشر، وفترة الإنجليزية الحديثة المبكرة من أواخر القرن الخامس عشر إلى أواخر القرن السابع عشر، أما فترة الإنجليزية الحديثة فمن أواخر القرن السابع عشر إلى الآن. 

## الإنجليزية البدائية
أعطت لغات الجرمانيين زيادة إلى اللغة الإنجليزية. أشهرهم الأنجل، الساكسون، الفريسي، الجوت وربما بعض الناس مثل الإفرنج،  الذين كانوا يتاجرون، يقاتلون ويعيشون جنبًا إلى جنب مع متحدثي اللغة اللاتينية من الامبراطورية الرومانية في قرون طويلة من عملية توسع الجرمانيين في أوروبا الغربية خلال عصر الهجرات. أدخلت الكلمات اللاتينية المستعارة مثل wine ،cup و bishop مفردات الجرمانيين قبل وصولهم لبريطانيا والتشكيل اللاحق لانجلترا. 
كتاب جرمانيا لتاسيتس، حوالي 100 ميلادية، مصدر أولي للمعلومات حول ثقافة الجرمانيين في العصور القديمة. كان للجرمانيين اتصال مع الحضارة الرومانية واقتصادها، بما في ذلك الإقامة ضمن الحدود الرومانية بأعداد كبيرة في محافظة جرمانيا وغيرها، وخدمة العسكرية الرومانية، في حين حافظت حافظت على استقلالها السياسي خارج الأراضي الرومانية. عملت القوات الجرمانية مثل تانغري، باتافي وفريسي في بريطانيا (Britannia) تحت سيطرة الرومان. باستثناء الفريسيين، وقع استيطان الجرمانيين في بريطانيا إلى حد كبير، وفقًا لبيدا، بعد وصول المرتزقة في القرن الخامس. وصل أغلب الأنجل، الساكسون والجوت لبريطانيا في القرن السادس كوثنيين جرمانيين، مستقلين على تحكم الرومان، مجددًا، وفقًا لبيدا الذي كتب «التاريخ الكنسي» في 731 ميلادية. بالرغم من أن بيدا قد ذكر غزو الأنجل، الساكسون والجوت، الطبيعة الدقيقة للغزو متنازع عليها من طرف بعض المؤرخين، والمساهمات الدقيقة التي قامت بها هذه المجموعات في المراحل الأولى من تطور اللغة الإنجليزية، متنازع عليها. 
سجل الأنجلو-ساكسون متصلة حوالي سنة 449 بفورتيجرن، ملك بريطونيون، دعى «أنجل كين» لمساعدته في صد غزو البكتيون. في المقابل، يتلقى الأنجلو-ساكسون أراضٍ في جنوب شرق بريطانيا. في الجواب، «جاء رجال ألد سيكسوم من أنجلوم إلى لوتوم»(الساكسون، الأنجل والجوت). يشير السجل إلى أمواج مستوطنين في الذين في النهاية انشأوا سبع ممالك، معروفة كهيبتارشي. 
ومع ذلك فمن الضروري تذكر أن سجل الأنجلو-ساكسون لم يكن سجلًا معاصرًا لهذه الحركات الشعبية المفترضة. كان أولًا مؤلفا حوالي 850 ميلادية، ما يصل إلى أربع مئة سنة بعد الأحداث التي يصفها. لذلك، لا نستطيع افتراض أن السجل دقيق للقرن الخامس والقرن السادس، أو أن الأحداث حصلت فعلًا.

## الإنجليزية القديمة

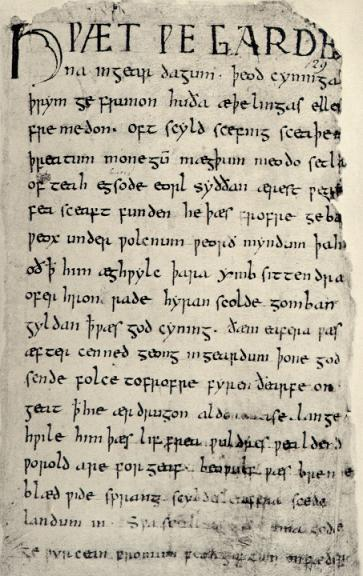
الصفحة الأولى من مخطوطة بيولف

بعد استيطان الأنجلو-ساكسون، شردت لغة الجرمانيين لغات السكان الأصليين البريثونية واللاتينية في أغلب عصور بريطانيا العظمى التي أصبحت لاحقًا إنجلترا. بقيت اللغات الكلتية الأصلية في أجزاء من اسكتلندا، ويلز وكورنوال (حيث كان يتم التحدث باللغة الكورنية في القرن الثامن عشر)، رغم أن أعداد كبيرة من أسماء الأماكن الكلتية الجرمانية المركبة قد بقيت، دلالة على خلط اللغة في وقت مبكر. بقيت أيضًا اللاتينية في هذه العصور باعتبارها لغة الكنيسة الكلتية وتعليم عال للنبل. أعيدت اللاتينية لاحقًا إلى إنجلترا من طرف مبشرين من الكنيسة الكلتية والكنيسة الرومانية، وسيكون لها مع الوقت تأثير كبير في اللغة الإنجليزية. ما يسمى الآن بالإنجليزية القديمة قد ظهرت مع مرور الوقت من عدة لهجات ولغات من القبائل المستعمرة. حتى ذلك الحين، أكملت الإنجليزية القديمة عرض اختلاف محلي، البقايا التي تستمر في أن تكون موجودة في لهجات اللغة الإنجليزية الحديثة. أشهر عمل متبقي من فترة الإنجليزية القديمة هو الملحمة الشعرية بيولف، مؤلفة من شاعر مجهول.
تنوعت الإنجليزية القديمة على نطاق واسع من الإنجليزية القياسية الحديثة، وأغلب المواطنين المتحدثين بالإنجليزية اليوم يجدون الإنجليزية القديمة غير مفهومة. ومع ذلك، تبقى الإنجليزية لغة جرمانية، وتقريبًا نصف أغلب الكلمات المستخدمة عادة في الإنجليزية الحديثة لها جذور من الإنجليزية القديمة. الكلماتbe ، strong و water، على سبيل المثال، مستخلصة من الإنجليزية القديمة. الكثير من اللهجات الغير قياسية كالإنجليزية الاسكتلندية (مع تأثيرها الإسكتلندي الثقيل) واللهجة النورثومبرية (Northumbrian dialect) قد احتفظت بمميزات من مفردات ونطق الإنجليزية القديمة. تم التحدث بالإنجليزية القديمة حتى بعض الوقت من القرن الثاني عشر والقرن الثالث عشر.
في القرن العاشر والقرن الحادي عشر، تأثرت اللغة الإنجليزية القديمة بقوة باللغة النوردية أحد اللغات الجرمانية الشمالية، المنطوقة من طرف النورديين الذين غزوا واستوطنوا في شمال شرق إنجلترا. تحدث الأنجلو-ساكسون والاسكندنافيين لغات ذات صلة من عدة فروع مختلفة من العائلة الجرمانية؛ كانت الكثير من جذورها المعجمية هي نفسها أو مشابهة لها، بالرغم من أن قواعدها اللغوية كانت أكثر اختلافًا.
تأثرت اللغة الجرمانية لمتحدثي اللغة الإنجليزية القديمة الغير قاطنين بالاتصالات المكثفة مع النورديين المستعمرين، مما أدى ربما في حالات تبسيطًا صرفيًا للغة الإنجليزية القديمة، متضمنة خسارة جنس الاسم وحالة تميز بشكل واضح (مع استثناء ملحوظ من الضمائر). كان للفايكينغ تأثير هام جدًا في الثقافة الإنجليزية واللغة بالتفاعل مع الناس العاديين، ما شجع على تنصر الدنماركيين. سمح تحول الدنماركيين بالزواج المختلط وأجبر المجموعتين على الاختلاط وشجع على التعايش اللغوي. في حين أن المستوى العالي من الاختلاط يشير إلى حدوث كميات كبيرة من الاقتراض المعجمي. حسب ما قيل، اقترضت الإنجليزية تقريبًا ألفي كلمة من النوردية القديمة، متضمنة anger ،bag ،both ،hit ،law ،leg ، same ، skill ،ssky ،take ، window والكثير غيرها، ربما حتى من ضمنها الضمير they.

## الإنجليزية المتوسطة

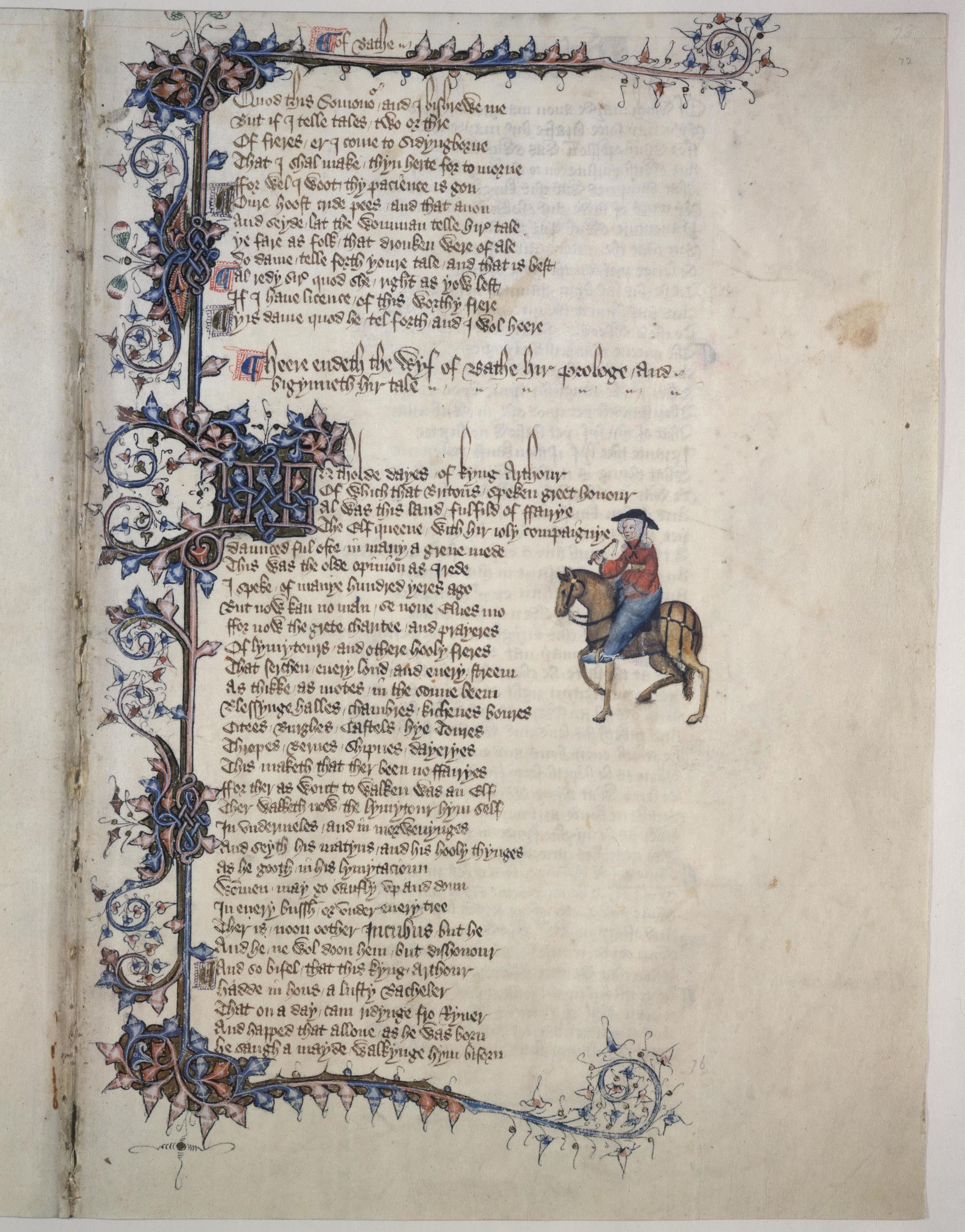
مقدمة افتتاحية لقصة زوجة باث قصص كانتبيوريمقال

لعدة قرون بعد غزو النورمان عام 1066، تحدث ملوك النورمان والنبلاء رفيعي المستوى في إنجلترا وإلى حد ما في مكان آخر في جزر بريطانية بالأنجلو-نورمان، تنوع من النورمانية القديمة، أصله من شمال لهجة لغة أويل (Langues d'oïl). كان التجار والنبلاء متدنيي المستوى غالبًا ثنائيي اللغة بالأنجلو-نورمان والإنجليزية، في حين أكملت الإنجليزية كونها لغة عامة الشعب. تأثرت الإنجليزية الوسطى بالأنجلو-نورمان، ولاحقًا بالأنجلو-فرنسية.

## الإنجليزية الحديثة المبكرة
خضعت الإنجليزية لتغيرات صوتية واسعة خلال القرن الرابع عشر، في حين بقيت الاتفاقيات الإملائية ثابتة إلى حد كبير. غالبًا تؤرخ الإنجليزية الحديثة من تحول حرف العلة الكبير (Great Vowel Shift)، التي كانت أساسًا خلال القرن الخامس عشر. تحولت اللغة إلى حد بعيد، عن طريق انتشار لهجة قياسية مقرها لندن في الحكومة والإدارة، وعن طريق التأثير القياسي للطباعة. كنتيجة، اكتسبت اللغة شروط وعي ذاتي، مثل اللكنة واللهجة. بحلول وقت وليام شكسبير (منتصف القرن السادس عشر - بداية القرن السابع عشر)، أصبحت اللغة بوضوح معروفة كإنجليزية حديثة. في عام 1604، تم نشر أول قاموس إنجليزي، Table Alphabeticall.
سهلت زيادة محو الأمية والرحلات تبني عدة كلمات أجنبية، خصوصًا الاقتراضات من اللاتينية واليونانية في عصر النهضة. في القرن السابع عشر، استخدمت غالبًا كلمات لاتينية مع تصريفاتها الأصلية، ولكن اختفت في النهاية. كما أن هناك عدة كلمات من لغات مختلفة وإملاء الإنجليزية متغير، فإن خطر الخطأ اللفظي مرتفع، لكن بقايا الأشكال القديمة بقيت في لهجات إقليمية قليلة، أبرزها إنجليزية الغرب الريفي (West Country). خلال هذه الفترة، كان اقتراض الكلمات المستعارة من الإيطالية، الألمانية، واليديشية. بدأ قبول بريطانيا ومقاومة الأمركة في هذه الفترة.

## الإنجليزية الحديثة

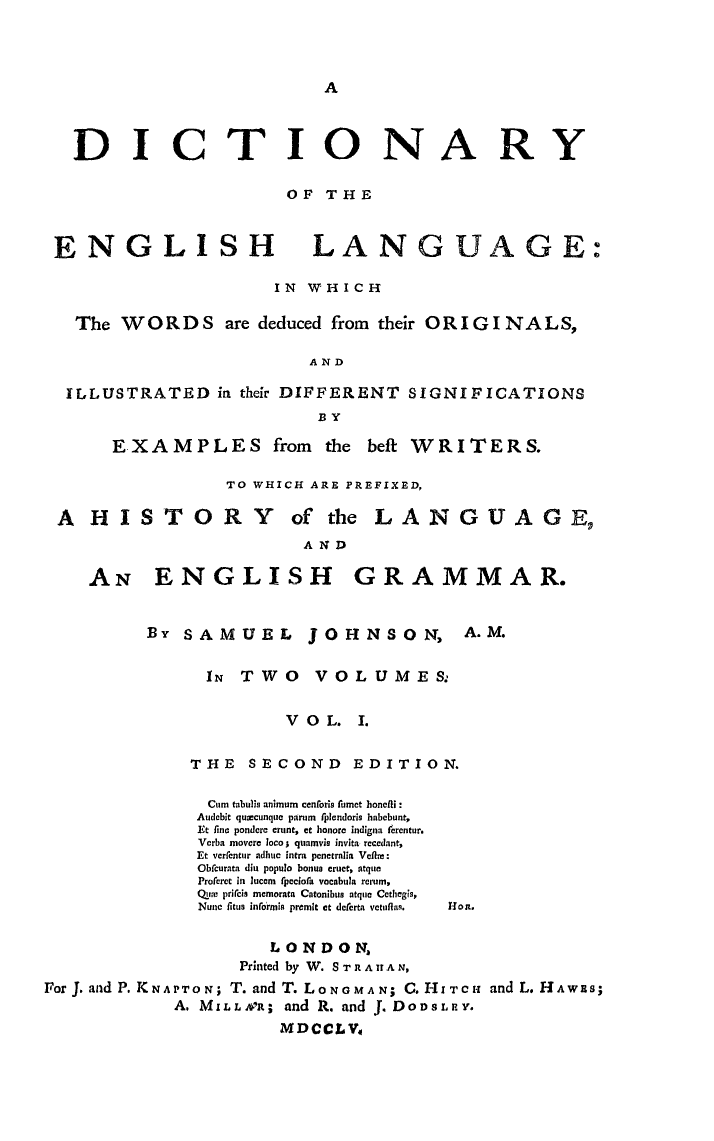
صفحة عنوان من الطبعة الثانية للقاموس

كان أول قاموس إنجليزي موثوق كامل هو قاموس للغة الإنجليزية، تم نشره عام 1755 من قبل صمويل جونسون. بدرجة عالية، كان القاموس قياسيًا لكل من الإملاء الإنجليزي واستخدام الكلمة. في الوقت نفسه، حاولت النصوص النحوية من لوث، موراي، بريستلي، وأخرى وصف استخدام قياسي أبعد من ذلك.
تختلف الإنجليزية الحديثة المبكرة والإنجليزية الحديثة المتأخرة أساسًا في المفردات. كان للإنجليزية الحديثة المتأخرة عدة كلمات أكثر، ناشئة من الثورة الصناعية والتكنولوجيا التي أنشأت حاجة لكلمات جديدة وكذلك تطوير عالمي للغة. غطت الإمبراطورية البريطانية في أوجها ربع مساحة الأرض، وتبنت الإنجليزية كلمات أجنبية من عدة دول. نطق 400 مليون إنسان بالإنجليزية البريطانية والإنجليزية الأمريكية، الصنفين الكبيرين من اللغة. تم اعتبار النطق المتلقى من الإنجليزية البريطانية المعيار التقليدي. العدد الإجمالي لمتحدثي الإنجليزية حول العالم يمكن أن يتجاوز المليار.

## أمثلة

### بيولف
بيولف هي ملحمة شعرية باللغة الإنجليزية القديمة، بتاريخ ما بين القرن الحادي عشر وبدايات القرن الثامن، هذه أول 11 سطرًا فيها:
| Hwæt! Wē Gār-Dena   | in geārdagum،        |
| þēodcyninga         | þrym gefrūnon،       |
| hū ðā æþelingas     | ellen fremedon.      |
| Oft Scyld Scēfing   | sceaþena þrēatum،    |
| monegum mǣgþum،     | meodosetla oftēah،   |
| egsode eorlas.      | Syððan ǣrest wearð   |
| fēasceaft funden،   | hē þæs frōfre gebād، |
| wēox under wolcnum، | weorðmyndum þāh،     |
| oðþæt him ǣghwylc   | þāra ymbsittendra    |
| ofer hronrāde       | hȳran scolde،        |
| gomban gyldan.      | Þæt wæs gōd cyning!  |

### رحلات أوذير ووولفستان
هذه بداية رحلات أوذير ووولفستان، نص نثري باللغة الإنجليزية القديمة بتاريخ أواخر القرن التاسع. يمكن إيجاد النص كاملًا في ويكي مصدر.
Ōhthere sǣde his hlāforde، Ælfrēde cyninge، ðæt hē ealra Norðmonna norþmest būde. Hē cwæð þæt hē būde on þǣm lande norþweardum wiþ þā Westsǣ. Hē sǣde þēah þæt þæt land sīe swīþe lang norþ þonan; ac hit is eal wēste، būton on fēawum stōwum styccemǣlum wīciað Finnas، on huntoðe on wintra، ond on sumera on fiscaþe be þǣre sǣ. Hē sǣde þæt hē æt sumum cirre wolde fandian hū longe þæt land norþryhte lǣge، oþþe hwæðer ǣnig mon be norðan þǣm wēstenne būde. Þā fōr hē norþryhte be þǣm lande: lēt him ealne weg þæt wēste land on ðæt stēorbord، ond þā wīdsǣ on ðæt bæcbord þrīe dagas. Þā wæs hē swā feor norþ swā þā hwælhuntan firrest faraþ. Þā fōr hē þā giet norþryhte swā feor swā hē meahte on þǣm ōþrum þrīm dagum gesiglau. Þā bēag þæt land، þǣr ēastryhte، oþþe sēo sǣ in on ðæt lond، hē nysse hwæðer، būton hē wisse ðæt hē ðǣr bād westanwindes ond hwōn norþan، ond siglde ðā ēast be lande swā swā hē meahte on fēower dagum gesiglan. Þā sceolde hē ðǣr bīdan ryhtnorþanwindes، for ðǣm þæt land bēag þǣr sūþryhte، oþþe sēo sǣ in on ðæt land، hē nysse hwæþer. Þā siglde hē þonan sūðryhte be lande swā swā hē meahte on fīf dagum gesiglan. Ðā læg þǣr ān micel ēa ūp on þæt land. Ðā cirdon hīe ūp in on ðā ēa for þǣm hīe ne dorston forþ bī þǣre ēa siglan for unfriþe; for þǣm ðæt land wæs eall gebūn on ōþre healfe þǣre ēas. Ne mētte hē ǣr nān gebūn land، siþþan hē from his āgnum hām fōr; ac him wæs ealne weg wēste land on þæt stēorbord، būtan fiscerum ond fugelerum ond huntum، ond þæt wǣron eall Finnas; ond him wæs āwīdsǣ on þæt bæcbord. Þā Boermas heafdon sīþe wel gebūd hira land: ac hīe ne dorston þǣr on cuman. Ac þāra Terfinna land wæs eal wēste، būton ðǣr huntan gewīcodon، oþþe fisceras، oþþe fugeleras.

### حكايات كانتربوري
بداية حكايات كانتربوري، مجموعة من القصص الشعرية والنثرية المكتوبة بلهجة لندن بالإنجليزية المتوسطة من طرف جيفري تشوسر في نهاية القرن الرابع عشر:
Whan that Aprill with his shoures soote
The droghte of March hath perced to the roote،
And bathed every veyne in swich licour
Of which vertu engendred is the flour;
Whan Zephirus eek with his sweete breeth
Inspired hath in every holt and heeth
The tendre croppes، and the yonge sonne
Hath in the Ram his half cours yronne،
And smale foweles maken melodye،
That slepen al the nyght with open yë
(So priketh hem nature in hir corages)،
Thanne longen folk to goon on pilgrimages،
And palmeres for to seken straunge strondes،
To ferne halwes، kowthe in sondry londes;
And specially from every shires ende
Of Engelond to Caunterbury they wende،
The hooly blisful martir for to seke،
That hem hath holpen whan that they were seeke.

### أوليفر تويست
مقطع من رواية أوليفر تويست من تأليف تشارلز ديكنز باللغة الإنجليزية الحديثة منشور عام 1838:
The evening arrived: the boys took their places; the master in his cook's uniform stationed himself at the copper; his pauper assistants ranged themselves behind him; the gruel was served out، and a long grace was said over the short commons. The gruel disappeared، the boys whispered each other and winked at Oliver، while his next neighbours nudged him. Child as he was، he was desperate with hunger and reckless with misery. He rose from the table، and advancing، basin and spoon in hand، to the master، said، somewhat alarmed at his own temerity—
"Please، sir، I want some more."
The master was a fat، healthy man، but he turned very pale. He gazed in stupefied astonishment on the small rebel for some seconds، and then clung for support to the copper. The assistants were paralysed with wonder، and the boys with fear.
"What!" said the master at length، in a faint voice.
"Please، sir،" replied Oliver، "I want some more."
The master aimed a blow at Oliver's head with the ladle، pinioned him in his arms، and shrieked aloud for the beadle.